# 南羊街道
南羊街道是中华人民共和国云南省昆明市宜良县下辖的一个街道。2018年2月12日，匡远街道析置为匡远街道和南羊街道。

## 行政区划
南羊街道下辖以下地区：
土桥社区、起春社区、黄堡社区、黑羊村社区、五星社区、花园社区、南羊街社区、福谊社区、中乐社区、右所社区、葡萄社区、新庄社区和顺和社区。